# هالینز (آلاباما)
هالینز (به انگلیسی: Hollins) شهرکی در شهرستان کلی ایالت آلاباما است که مساحت آن ۳۰٫۷۵ کیلومترمربع است و در سرشماری سال ۲۰۱۰ میلادی، ۵۴۵ نفر جمعیت داشته و تراکم جمعیتی آن، ۱۷٫۷۲ در کیلومترمربع بوده است.